# Phil Joanou
Phil Joanou (ur. 20 listopada 1961 w La Cañada Flintridge, w Kalifornii) to amerykański reżyser filmowy. Jest również znany ze swojej współpracy z irlandzkim zespołem U2. Nakręcił m.in. koncertowe wideo grupy, Rattle and Hum. Jego żoną jest modelka Breann Nelson.

## Filmografia
- A Walk Among the Tombstones (2006)
- Gridiron Gang (2006)
- Entropy (1999)
- 14 Up in America (1998)
- Heaven's Prisoners (1996)
- Final Analysis (1992)
- Age 7 in America (1991)
- State of Grace (1990)
- Rattle and Hum (1988)
- Three O'Clock High (1987)
- Last Chance Dance (1984)